# Le Temps des paysans
Le Temps des paysans est un documentaire en quatre parties réalisé par Stan Neumann en 2023,,.

## Synopsis
L'histoire de la conditions de vie des paysans européens : de la fin de l’Empire romain en passant par la domination féodale du Moyen Âge et des révoltes pendant les Temps Modernes jusqu'à l’agriculture industrielle, cette classe sociale parait toujours être sous le joug des pouvoirs successifs.

## Épisodes
1. Âge d'or, âge de fer
2. Désastres et révoltes
3. Vers l'émancipation
4. Paysans envers et contre tout

## Fiches techniques
- Réalisateur : Stan Neumann
- Producteur : Camille Laemlé, Serge Lalou
- Production : Les Films d'ici et Arte France
- Responsable de production : Anne Cohen-Solal
- Partenaires : Centre National du Cinéma, Région Ile de France, Ministère de l’Agriculture, Arte
- Conseiller historique : Gérard Bauer
- Montage : Louise Decelle
- Musique originale : Dominique Pifarély
- Son : André Rigaut, Jean Minondo
- Mixage : Mourad Louanchi
- Genre : Documentaire

## Distribution
- Catherine Ringer : Narratrice

## Œuvres citées
Des extraits des titres suivants apparaissent dans les quatre épisodes.
- Les Derniers Jours d'un Empire (1963) d'Antonio Margheriti
- Magia Lucana (1958) de Luigi Di Gianni
- La Passione Del Grano (1959) de Lino Del Fra et Cecilia Mangini
- Alexandre Nevski (1938) de Sergueï Eisenstein et Dmitri Vassiliev
- La Symphonie du Donbass (1930) de Dziga Vertov
- Henry V (1944) de Laurence Olivier
- Mort d'une sensation (1935) d'Alexandre Andrievski
- Nosferatu le vampire (1922) de Friedrich Wilhelm Murnau
- Le Rat des villes et le Rat des champs (1926) Ladislas Starewitch
- Le Tempestaire (1947) Jean Epstein
- How a Mosquito Operates (1912) de Winsor McCay
- Don Quichotte (1933) de Georg Wilhelm Pabst
- Häxan, la sorcellerie à travers les âges (1922) de Benjamin Christensen
- Le Marquis de Saint-Évremont (1935) de Jack Conway
- Pastori di Orgosolo (1958) Vittorio De Seta
- Les Lois de l'hospitalité (1923) de Buster Keaton et John G. Blystone
- Faubourg Montmartre (1931) de Raymond Bernard
- La Guerre des boutons (1962) de Yves Robert
- Les Dix Commandements (1923) de Cecil B. DeMille
- Basilicata - Puglia 1957-1962
- La Loro Terra (1960) d' Andrea Pittiruti
- Generalnaya Linya (1929) de Sergueï Eisenstein
- Chasseur du 2e bcp. La boue au front (1916-1917)
- Culture de la Terre par les soldats (1917)
- La vie au Front. 2e partie (1918)
- Rééducation des mutilés par les travaux agricoles (1918)

## Réception
La presse salue le documentaire,,,,,,,.

## Article annexe
- Le Temps des ouvriers